# Biram Mbanga Khouredia Kouly Fall
Pour les articles homonymes, voir Biram (homonymie) et Mbanga (homonymie).
Biram Mbanga est le cinquième damel (souverain) du Cayor, un royaume pré-colonial situé dans l'ouest de l'actuel Sénégal. L'un des fils de Massamba Tako, il succède à son frère Makhourédia Kouly et règne pendant trente ans, de 1610 à 1640.
Un autre de ses frères, Daou Demba, lui succède.